# Freeport (Illinois)
Freeport ist eine Stadt im Stephenson County, Illinois, Vereinigte Staaten. Die Fläche von Freeport beträgt 30,0 km². Das U.S. Census Bureau hat bei der Volkszählung 2020 eine Einwohnerzahl von 23.973 ermittelt.

## Geschichte und Lage
Freeport liegt etwa 20 km südlich der Grenze nach Wisconsin und etwa 25 km westlich von Rockford inmitten einer von der Landwirtschaft geprägten Gegend.
Die Bundesstraße U.S. Highway 20 verläuft an Freeports nördlicher Stadtgrenze weiter bei Rockford zu den Autobahnen Interstate 90 und Interstate 39. Interstate 90 ist die Hauptroute von Chicago nach Minneapolis-St. Paul. Interstate 39 führt von Rockford zur Interstate 74 und Interstate 55. Von Freeport aus führt die Bundesstraße U.S. Route 20 westlich nach Galena (Illinois) und zur Metropolregion von Dubuque (Iowa). 7,5 km südöstlich der Stadt befindet sich der Albertus Airport.
Ursprünglich bei der Gründung 'Winneshiek' genannt, änderte sich der Name der Stadt wegen des Flusshafens am Pecatonica River in Freeport. Der Name 'Winneshiek' wird noch heute von einer Theatergruppe in Freeport verwendet.
1837 wurde das Stephenson County gebildet und 1838 wurde Freeport zu dessen Verwaltungssitz. Mit Chicago durch die Postkutsche verbunden, wuchs die Gemeinde rasch. 1840 waren ein Gerichtsgebäude und ein Schulhaus errichtet worden. Innerhalb von zwei Jahren hatte Freeport zwei Tageszeitungen, 1853 kam bei einer Einwohnerzahl von 2000 eine dritte in deutscher Sprache hinzu.
Am 27. August 1858 fand im Wahlkampf eine richtungsweisende Debatte zwischen Abraham Lincoln und Stephen A. Douglas in Freeport statt. Die Spaltung der Demokratischen Partei im Zusammenhang der Frage der Sklaverei ermöglichte dann dem Kandidaten der Republikanischen Partei Abraham Lincoln die Präsidentschaftswahlen von 1860 zu gewinnen.
Ein dieser Debatte gewidmetes Denkmal war 1903 durch Präsident Theodore Roosevelt an gleicher Stelle errichtet worden. Eine weitere Statue im städtischen Taylor Park zeigt Abraham Lincoln als Debattierer. Einmal im Jahr wird die wiederaufgeführte Debatte im landesweiten Kabelfernsehen C-SPAN gezeigt.
Freeport wird Pretzel City genannt und die Baseball- und Fußballmannschaften nennen sich „Pretzels“. Der Spitzname erinnert an die ethnische Abstammung von vielen Freeportern, da sich in den späten 1850er Jahren auch viele Deutsche aus Pennsylvania und aus Europa kommend, im Stephenson County ansiedelten. Die Deutschen brachten ihre Vorliebe zu den Brezeln mit und eine erste Brezel-Bäckerei entstand.
Freeport beheimatet die älteste Carnegie-Bibliothek von Illinois.

## Persönlichkeiten
- Warren A. Bechtel (1872–1933), Bauunternehmer und Ingenieur
- Alfred A. Cohn (1880–1951), Drehbuchautor
- Calista Flockhart (* 1964), Schauspielerin
- James B. Goetz (1936–2019), Politiker, Vizegouverneur des Bundesstaates Minnesota
- Corky Hale (* 1936), Jazzmusikerin
- Edmund Heller (1875–1939), Zoologe
- Robert L. Johnson (* 1946), Gründer des TV-Senders B.E.T.
- Gerald McClellan (* 1967), Boxweltmeister im Mittelgewicht
- Louella Parsons (1881–1972), Gesellschaftsreporterin
- Ravi Patel (* 1978), Schauspieler
- Geoff Rodkey (* 1970), Drehbuchschreiber und Autor
- George Kingsley Zipf (1902–1950), Linguist, Hochschullehrer